# Phyllonorycter pseudoplataniella
Phyllonorycter pseudoplataniella là một loài bướm đêm thuộc họ Gracillariidae. Nó được tìm thấy ở Pháp và Đức.
Ấu trùng ăn Acer pseudoplatanus. Chúng ăn lá nơi chúng làm tổ.